# Persischer Korridor
Der persische Korridor war eine Nachschubroute, über die die Vereinigten Staaten während des Zweiten Weltkriegs im Rahmen des Leih- und Pachtgesetzes über einen Zeitraum von viereinhalb Jahren fünf Millionen Tonnen militärische Ausrüstung und Nachschub durch Iran in die Sowjetunion transportierten. Die politische Bedeutung des Persischen Korridors reicht weit über die militärische Bedeutung hinaus. Mit der Errichtung dieser Nachschubroute wurden die USA in Iran zum bestimmenden politischen Faktor. Sie übernahmen die Rolle der Briten, die bis zu diesem Zeitpunkt die iranische Politik maßgeblich beeinflusst hatten. Der Persische Korridor führte hauptsächlich als Eisenbahnlinie von Bandar-e Schahpur (heute: Bandar-e Imam Chomeini) am Persischen Golf über Teheran nach Bandar Pahlawi (heute Bandar Anzali) am Südufer des Kaspischen Meeres. Es gab daneben weitere Verkehrsverbindungen nach Norden. Von Bandar Pahlawi gelangten die militärischen Ausrüstungsgüter per Schiff weiter nach Astrachan an der Mündung der Wolga in das Kaspische Meer und von dort aus mit Flussschiffen weiter nach Stalingrad. Der deutsche Angriff auf Stalingrad sollte 1942 den Weitertransport dieser Güter auf der Wolga nach Norden unterbrechen.

## Hintergrund
Nach der deutschen Invasion am 22. Juni 1941 wurden Großbritannien und die Sowjetunion Verbündete im Kampf gegen das Deutsche Reich unter Adolf Hitler. Reza Schahs Anstrengungen, mit Hilfe Deutschlands einen starken und unabhängigen Staat Iran aufzubauen, waren mit Beginn des Zweiten Weltkriegs ins Stocken geraten. Am 3. September 1939, dem Tag der Kriegserklärung Großbritanniens an das Deutsche Reich und zwei Tage nach dem deutschen Überfall auf Polen, erklärte Iran seine Neutralität.
Seit der Übernahme der Regentschaft durch Reza Schah am 15. Dezember 1925 hatte sich der Handel mit Deutschland zu Lasten Großbritanniens und der Sowjetunion vervielfacht. Das größte Projekt, das mit deutscher Hilfe in Angriff genommen worden war, war der Bau der Transiranischen Eisenbahn vom Kaspischen Meer im Nordosten bis zum Persischen Golf im Südwesten Irans. Darüber hinaus hatte man viele Bauprojekte zusammen mit den Deutschen geplant und realisiert. Dazu zählten die Hörsäle und Institutsgebäude der Universität Teheran, der Bau mehrerer Ministerien und des Zentralbahnhofs in Teheran. Seit Beginn des Krieges waren Warenlieferungen aus Deutschland nach Iran nur noch über die Sowjetunion möglich, da die Briten den Suezkanal kontrollierten und den Transport deutscher Güter durch den Kanal blockierten. Die Sowjetunion verzögerte ihrerseits Transporte aus Deutschland und lehnte Verhandlungen über ein Transitabkommen mit Iran ab. Der weitere Ausbau der Transiranischen Eisenbahn kam zum Erliegen.
Im April 1941 gab es im Irak einen Staatsstreich gegen die pro-britische Regierung. Der neue Machthaber, Raschid Ali al-Gailani, der bereits 1933 und 1940 für kurze Zeit Premierminister im Irak war, hatte 1940 mit dem deutschen Botschafter in der Türkei, Franz von Papen, Kontakt aufgenommen und eine enge Zusammenarbeit zwischen dem Irak und Deutschland vereinbart. Gailani forderte die britischen Streitkräfte umgehend auf, das Land zu verlassen. Auch Syrien war aufgrund der engen Beziehungen zu Vichy-Frankreich pro-deutsch. Mit dem Verlust des Irak und den pro-deutschen Regierungen in Damaskus und Teheran schien die britische Vorherrschaft im Nahen Osten dem Ende entgegenzugehen. Die in Basra stationierten britischen Truppen verließen den Irak jedoch nicht, sondern gingen noch im Mai gegen die irakischen Streitkräfte in die Offensive, marschierten nach Bagdad und setzten die Regierung Gailani ab. Die deutsche Luftwaffe versuchte, mit dem in den Irak verlegten Sonderkommando Junck (15 Heinkel 111 und 14 Messerschmitt 110, angeführt von Generalleutnant Werner Junck) die irakischen Truppen zu unterstützen, musste aber mangels Ersatzteilen und Flugbenzin aufgeben.
Trotz der engen Bindungen zwischen Iran und Deutschland hielt man es in Teheran zu Beginn des Krieges für möglich, dass die Neutralität Irans von den kriegsführenden Staaten beachtet würde. Dies änderte sich schlagartig mit dem deutschen Angriff auf die Sowjetunion. Bereits in der zweiten Juliwoche 1941 beauftragte das britische Kabinett seine Militärs, einen Angriff auf Iran zu planen und bei der Sowjetunion um Unterstützung nachzufragen. Die Sowjetunion war jedoch durch den überraschenden Angriff der Deutschen militärisch derart in Bedrängnis geraten, dass sie einen Angriff auf Iran zunächst ablehnte, da sie für den von den USA zugesagten Nachschub über die Transiranische Eisenbahn keine Gefahr sah. Für die Briten ging es jedoch nicht nur um die militärische Unterstützung der Russen durch US-amerikanische Lieferungen von Waffen, Lastwagen, Flugzeugen u. s. w., sie wollten vor allem die Ölanlagen im Süden und Norden Irans gegen Sabotageakte sichern. So musste unter allen Umständen verhindert werden, dass die weltgrößte Ölraffinerie in Abadan, die im Besitz der Anglo-Iranian Oil Company war, mit einer Jahresproduktion von 8 Mio. Tonnen Öl (Stand 1940) bei einem militärischen Zusammenbruch der Sowjetunion in deutsche Hände fiel. Weitergehende Überlegungen liefen auf eine Ablösung Reza Schahs und die Wiedereinsetzung der Kadscharendynastie hinaus, mit denen sowohl das zaristische Russland als auch Großbritannien über Generationen hinweg sehr erfolgreich zusammengearbeitet hatten (→ siehe: Vertrag von Sankt Petersburg (1907)).
Nachdem die deutsche U-Bootflotte Nordmeergeleitzüge nach Murmansk erschwert hatte und die Türkei nicht bereit war, Militärtransporte der Briten zur Unterstützung der Sowjetunion durch die Dardanellen zuzulassen, wurden sich Großbritannien und die Sowjetunion am 23. Juli 1941 einig, Iran zu besetzen. Der sowjetische Botschafter in Großbritannien traf an diesem Tag den britischen Außenminister Anthony Eden und berichtete ihm, dass seine Regierung nun bereit wäre, Iran zu besetzen (Operation Countenance). Bis zum 7. August 1941 hatte man dann detaillierte Pläne für den Angriff ausgearbeitet. Ziel war es, die iranischen Ölfelder zu sichern und eine sichere Nachschublinie durch Iran aufzubauen, die es erlauben würde, militärische Güter per Schiff aus den USA durch den Suezkanal zum persischen Golf und von dort über den Landweg in die Sowjetunion zu transportieren.

## Die Anglo-sowjetische Invasion
Nachdem entschieden war, Iran anzugreifen, wurden von den Briten in Indien stationierte Truppen in den Irak verlegt. Die Sowjetunion mobilisierte ihre Truppen an der nördlichen Grenze Irans. Am 16. August 1941 übergaben der britische Botschafter in Iran, Bullard, zusammen mit dem sowjetischen Botschafter, Smirnow, dem iranischen Außenminister Ameri ein Ultimatum. Alle Deutschen seien binnen 48 Stunden aus Iran auszuweisen. Zu diesem Zeitpunkt befanden sich in Iran noch ca. 470 deutsche Ingenieure und Techniker. Am 22. August 1941 gab Reza Schah dem russisch/britischen Ultimatum nach und verfügte die Ausweisung aller Deutschen, die nicht unbedingt benötigt würden. Am 25. August 1941 marschierten 35.000 britische und 120.000 sowjetische Soldaten vom Norden, Süden und Westen in Iran ein.
Reza Schah hatte General Hadsch Ali Razmara mit den Vorbereitungen zur Landesverteidigung beauftragt. Die Sprengung von Brücken, Eisenbahnstationen oder die Durchführung von Sabotageakten durch Armeeeinheiten war untersagt worden. Rasht, Qazvin und Tabriz wurden von sowjetischen Flugzeugen bombardiert. Da schnell klar wurde, dass militärisch gegen das britisch/sowjetische Invasionskorps wenig auszurichten war, erklärte Iran am 26. August 1941 einen einseitigen Waffenstillstand. Am 27. August trat Premierminister Ali Mansur zurück. Reza Schah ernannte Mohammad Ali Foroughi zum neuen Premierminister, der umgehend mit dem britischen und dem sowjetischen Botschafter zusammentraf. Sie forderten die sofortige Abdankung Reza Schahs und den Thronverzicht des Kronprinzen Mohammad Reza. Die Briten dachten zunächst an die Wiedereinsetzung eines Kadscharenprinzen, Mohammad Hassan, schlugen dann aber vor, dass ein von ihnen bestimmter Vizekönig die Regierungsgeschäfte übernehmen solle. Die Frage der Ablösung der Pahlavis durch einen Kadschar wurde von den Briten sowohl in den 1940er wie in den 1950er Jahren in Betracht gezogen. Als problematisch erwies sich allerdings, dass Hamid, der Sohn Mohammad Hassans, der ebenfalls als Thronprätendent in Frage kam, inzwischen den Nachnamen Drummond angenommen hatte, britischer Staatsbürger geworden war, in der britischen Handelsmarine diente und kein Wort Persisch sprach.
Am 30. August 1941 wurde Iran von der Sowjetunion und den Briten in drei Zonen geteilt. Die nördliche Zone fiel unter die Verwaltung der Sowjetunion und die südliche Zone mit den Ölgebieten unter die Großbritanniens. Nur ein schmaler Streifen in der Mitte des Landes rund um Teheran verblieb unter iranischer Kontrolle. Am 14. September forderten der britische und sowjetische Botschafter Reza Schah ultimativ auf, bis zum 17. September 12 Uhr zurückzutreten. Sollte dies nicht geschehen, würde Teheran besetzt, die Monarchie abgeschafft und eine Besatzungsverwaltung errichtet werden. Vorausgegangen war eine von Winston Churchill initiierte Propagandakampagne über einen im Irak stationierten britischen Radiosender. In den an das iranische Volk gerichtete Sendungen wurde Reza Schah vorgeworfen, dass er sein Volk schlecht regiere, es seit Jahren ausbeute und sich auf Kosten der hart arbeitenden iranischen Bevölkerung schamlos bereichere.
Am Morgen des 16. September 1941 (25. Shahrivar 1320) unterzeichnete Reza Schah seine Abdankungserklärung zu Gunsten seines Sohnes Mohammad Reza. Um 9.30 Uhr stimmte das Parlament (Majlis) der Abdankung zu. Um zu verhindern, dass Mohammad Reza vor seiner Vereidigung als Schah von britischen oder sowjetischen Agenten festgesetzt wird, wurde er in Zivil in einem alten Chrysler zwischen Vorder- und Rücksitz versteckt über den Dienstboteneingang ins Parlament gebracht. Um 16 Uhr schwor er vor dem Parlament den Treueeid auf den Koran und übernahm ab dem 17. September 1941 die Regierungsgeschäfte als Schah.

## Das Dreimächteabkommen

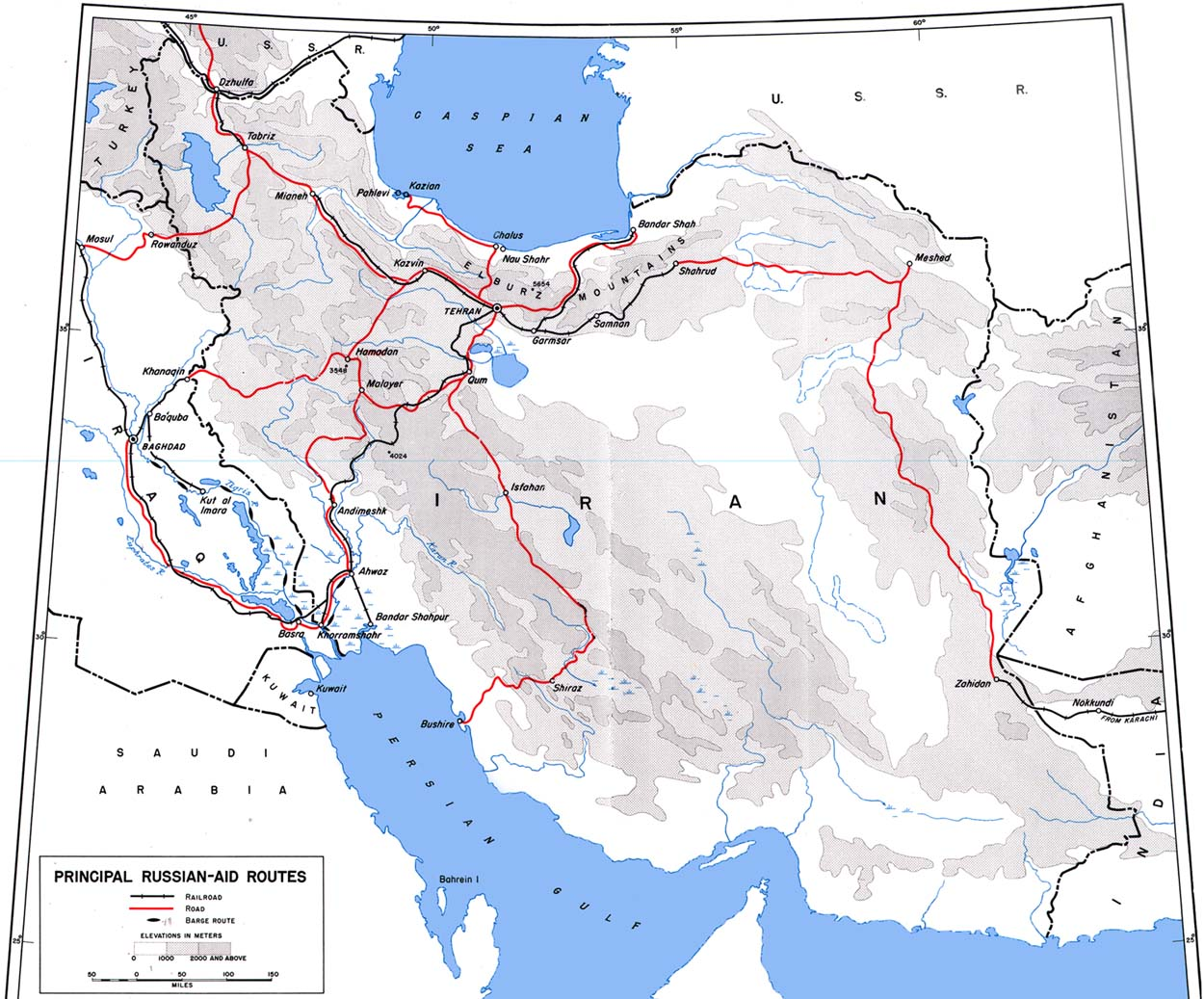
Karte der Hauptrouten der Hilfstransporte nach Russland

Noch am 17. September 1941 marschierten die britischen und sowjetischen Truppen in Teheran ein. Rasch übernahmen britische und sowjetische Beamte die Kontrolle in allen Ministerien. Am 27. Oktober 1941 wurde Mohammad Reza Schah von den Botschaftern Großbritanniens und der Sowjetunion informiert, dass er nur noch repräsentative Funktionen wahrzunehmen habe. Der 22 Jahre alte Schah wehrte sich erfolgreich gegen seine Entmachtung. Am 29. Januar 1942 wurde vom iranischen Parlament das von Premierminister Forughi und den britischen und sowjetischen Botschaftern ausgehandelte Dreimächteabkommen ratifiziert, in dem die territoriale Integrität Irans und der Abzug der alliierten Truppen nach Ende des Zweiten Weltkriegs garantiert wurden. Im Gegenzug wurde den Alliierten die vollständige Kontrolle über alle Verkehrs- und Nachrichtenverbindungen, wie Eisenbahn, Straßennetz, Flugplätze, Häfen, Pipelines, Telefonnetz und Rundfunk, eingeräumt. Damit war der Transportweg vom Persischen Golf durch Iran zum Kaspischen Meer und dann weiter auf Schiffen nach Astrachan frei.

## Der Beginn der Hilfslieferungen

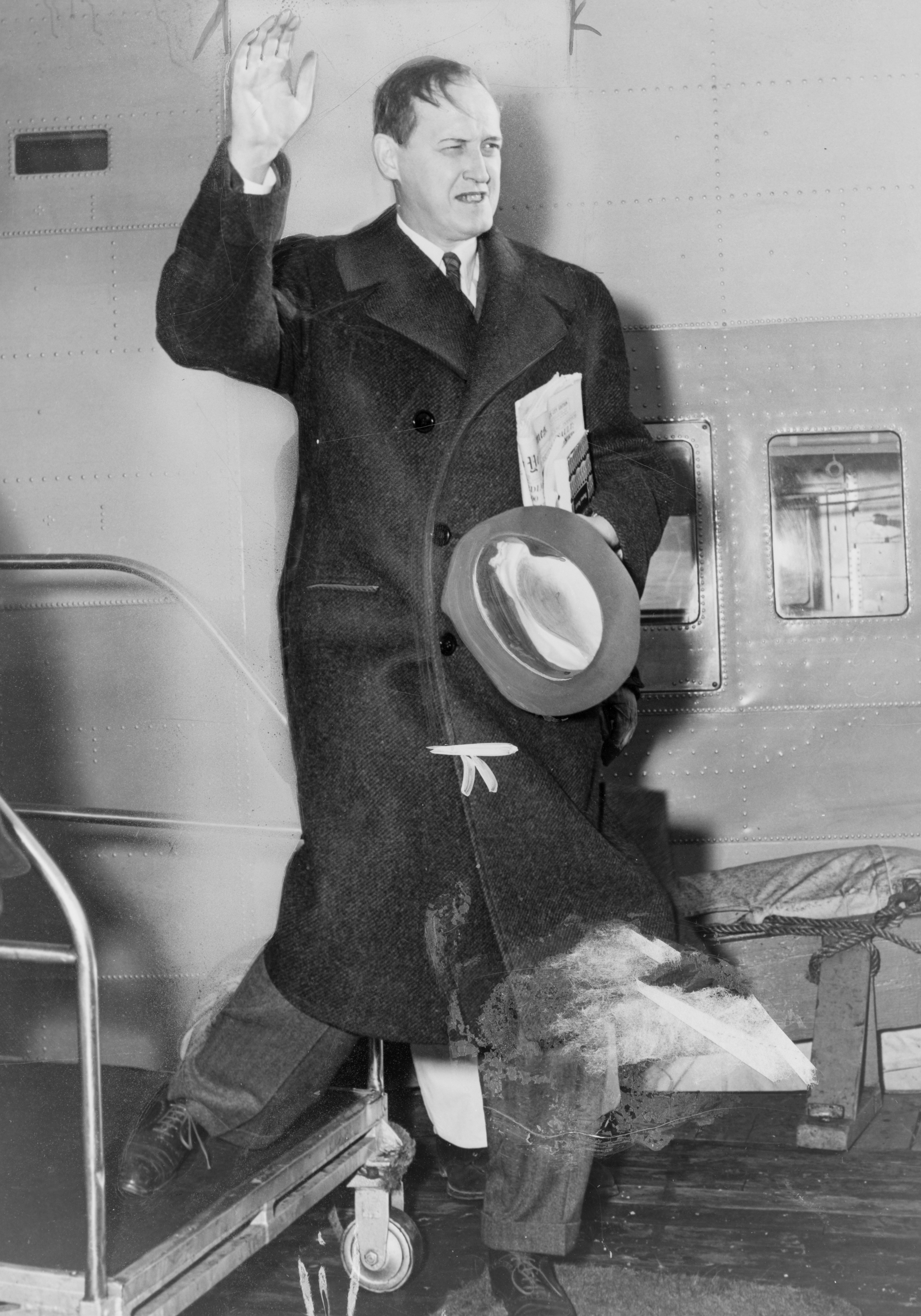
Harry Hopkins, 1941

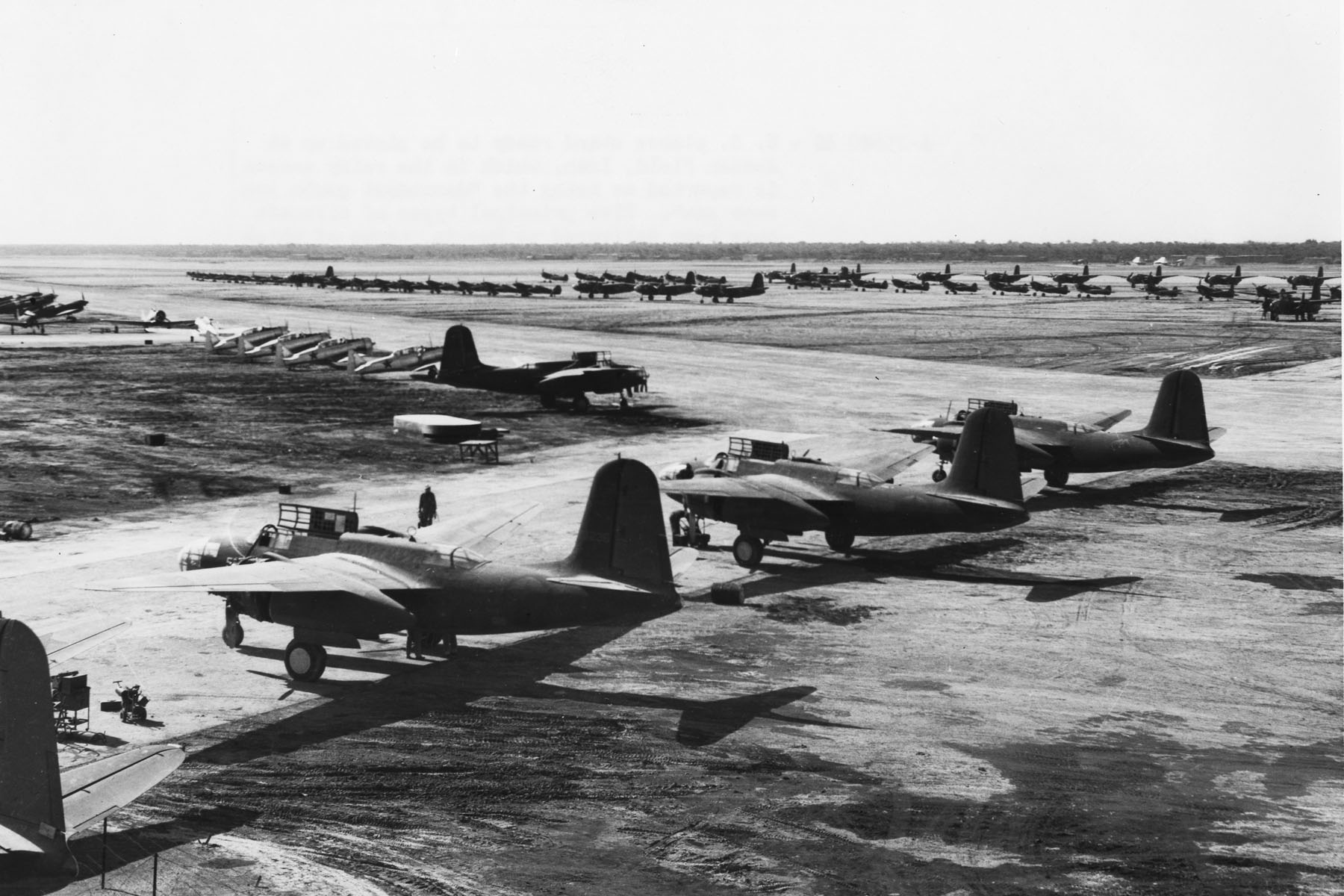
US-amerikanische Flugzeuge für die Sowjetunion auf dem Flughafen von Abadan (im Vordergrund Douglas A-20)

Anfang September 1941 hatte Premierminister Winston Churchill bei dem von Präsident Franklin Delano Roosevelt nach Großbritannien entsandten ehemaligen Handelsminister der Vereinigten Staaten Harry Hopkins angefragt, ob die Amerikaner unter dem am 11. März 1941 in Kraft getretenen Leih- und Pachtprogramm in Iran Lokomotiven und Güterwagen zum Transport der militärischen Güter in die Sowjetunion bereitstellen könnten. Churchill schlug zudem eine aktive Beteiligung der Amerikaner am Ausbau der iranischen Eisenbahnlinien und Straßen sowie der Häfen von Bandar-e Schahpur am Persischen Golf und Bandar Pahlawi am Kaspischen Meer vor.
Roosevelt stimmte diesem Vorschlag Churchills zu und am 27. September 1941 nahm eine amerikanische Militärmission in Iran ihre Arbeit auf. Sie sollte zunächst den britischen Truppen in technischen Fragen zur Seite stehen. Doch es wurde bald offensichtlich, dass die amerikanischen Techniker und Spezialisten den Ausbau und die Gewährleistung des sicheren Verkehrs durch den persischen Korridor übernehmen mussten, wenn das Ziel, die sowjetischen Truppen massiv materiell mit Militärgerät zu unterstützen, erreicht werden sollte.
Amerikanische Ingenieure statteten den iranischen Hafen Khorramshahr an der Mündung des Schatt al-Arab mit Ausladeeinrichtungen, Lagerräumen, Kais, Werften und Kränen aus. Das Hafenbecken wurde für die amerikanischen Lend-Lease-Transporte erweitert. Amerikaner bauten Straßen, auf denen amerikanische LKWs die Waren an die sowjetische Grenze transportieren sollten.
Zu Beginn des Jahres 1942 errichteten amerikanische Fachleute in Abadan eine Montagehalle für den von der Sowjetunion dringend benötigten Flugzeugtyp Douglas A-20. Auch für die amerikanischen LKWs, speziell vom Typ Studebaker US6 (als Katjuscha-Lafettenträger), die für die sowjetischen Streitkräfte von besonderer Bedeutung waren, wurden Montagehallen gebaut.

## Der deutsche Angriff auf den Kaukasus

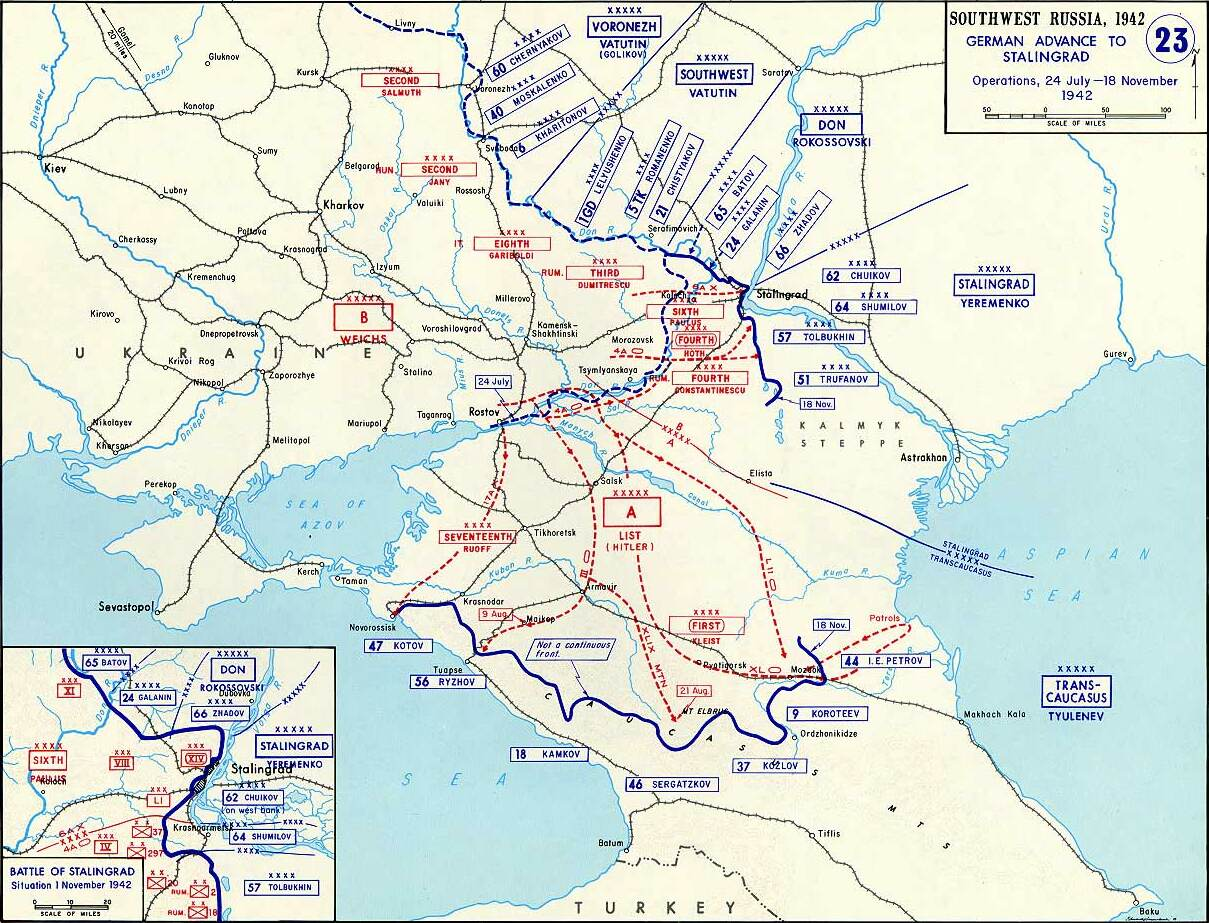
Operationen in Südwestrussland bis November 1942

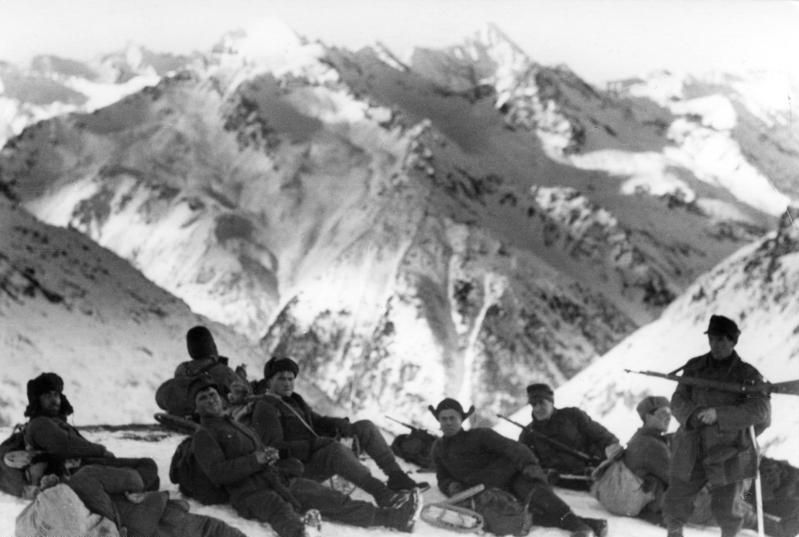
Gebirgsjäger vor schneebedeckten Bergen im Kaukasus

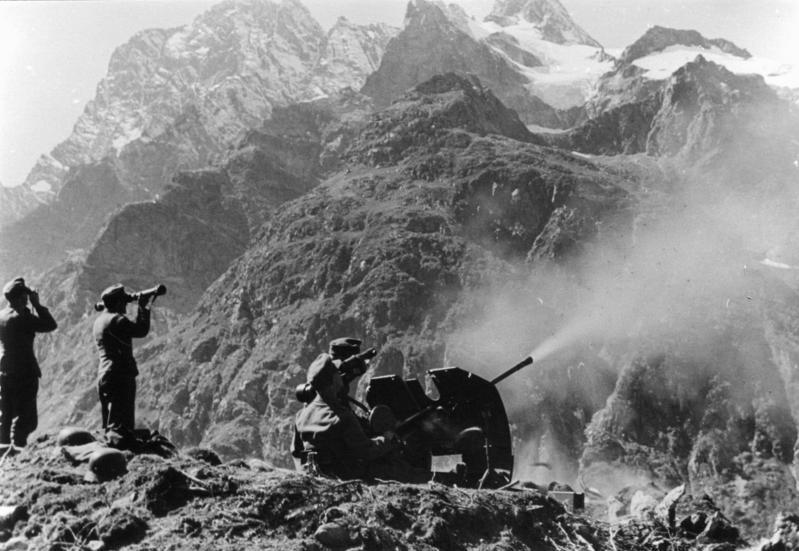
Gebirgsjäger mit FLAK im Kaukasus

Am 28. Juni 1942 begann die deutsche Sommeroffensive in der Sowjetunion (Fall Blau). Der Heeresgruppe Süd fiel hierbei die Aufgabe zu, das Industriegebiet am Donez zu besetzen und danach sowohl den strategisch wichtigen Eisenbahnknotenpunkt Stalingrad im Norden ihres Operationsgebietes einzunehmen, als auch zu den Ölfeldern bei Maikop, Grosny und Baku im äußersten Süden des Angriffsgebietes vorzustoßen. Der aus der 6. Armee und der 4. Panzerarmee sowie der rumänischen 4. Armee bestehende Nordflügel sollte den Gegner im Donbogen durch Umfassung vernichten, Stalingrad erobern und somit die Wolga für den russischen Nachschub sperren. Die durch diesen Vorstoß immer länger werdende Nordflanke sollte von der 2. Armee, der ungarischen 2. Armee und der italienischen 8. Armee gesichert werden. Nach dem Fall Stalingrads sollte sodann die 4. Panzerarmee gemeinsam mit der 1. Panzerarmee und der 17. Armee nach Süden in Richtung Kaukasus und Baku vorstoßen. Die 11. Armee und die rumänische 3. Armee, welche vorläufig noch auf der Halbinsel Krim gebunden waren, sollten über die Meerenge von Kertsch nachgeführt werden. Mit dem Unternehmen Edelweiß wurde ab 23. Juli 1942 der zweite Teil der deutschen Sommeroffensive im Anschluss an das Unternehmen Blau durchgeführt. Ziel des Unternehmens war es, die Ölvorkommen in und um Baku zu erobern.
Insgesamt liefen die Unternehmen, was den Raumgewinn im Kaukasus betrifft, innerhalb weniger Wochen ab. Am 4. August wurde Stawropol eingenommen, am 9. August Krasnodar erreicht und der Kuban überschritten.
Den rumänischen Verbündeten gelang es, die sowjetische Verteidigung an der Ostküste des Asowschen Meeres von Norden her aufzurollen und die Taman-Halbinsel von „rückwärts“ her zu öffnen. Maikop fiel am 9. August in deutsche Hand und die Zugänge zur Ossetischen und Georgischen Heerstraße wurden in Besitz gebracht. Auch das Elbrus-Massiv selbst wurde genommen, am 21. August wehte auf dem Gipfel die Reichskriegsflagge. Ein am 26. August begonnener Angriff auf Tuapse wurde nach zwei Tagen angehalten, dafür wurden am 31. August nach schweren Kämpfen die Hafenstadt Anapa und am 11. September, nach der zwischenzeitlichen Landung von Teilen der 11. Armee auf der Taman-Halbinsel (Unternehmen Blücher), Noworossijsk, wichtigster Stützpunkt der Schwarzmeerflotte, genommen. Im Hochgebirge hatten deutsche Truppen die wichtigsten Passübergänge eingenommen und vorübergehend auf breiter Front nach Süden überschritten – sie standen im abchasischen Gebirgsdorf Pschu, 20 Kilometer vor der Küste des Schwarzen Meeres bei Gudauta. Östlich des Elbrus standen die deutschen und rumänischen Truppen in den Flussabschnitten des Baksan und des Terek bis Naurskaja. Nördlich davon verlor sich die Front an der Kuma, in der Nogaier-Steppe und in der Kalmückensteppe.
Am 9. September enthob Hitler Feldmarschall Wilhelm List, dem er vorwarf, sich nicht an seine operativen Vorgaben gehalten zu haben, seines Kommandos als Oberbefehlshaber der Heeresgruppe A. Die schwere Führungskrise bei der Heeresgruppe A führte Ende September auch zur Ablösung des Generalstabschefs Franz Halder. Bis zum 22. November 1942 übernahm Hitler die Führung der Heeresgruppe A persönlich und beauftragte dann Ewald von Kleist mit dem Oberbefehl. Die Offensivbewegungen der Heeresgruppe waren ohnehin bereits zum Erliegen gekommen, als durch die Einkreisung der 6. Armee bei Stalingrad eine ernste Gefahr für die südlich des Don stehenden Truppen heraufzog.
Als die sowjetischen Truppen Ende Dezember 1942 den deutschen Entsatzangriff Unternehmen Wintergewitter für die eingeschlossene 6. Armee abgewehrt hatten und mit der Nordkaukasischen Operation auch im Süden zur Gegenoffensive übergingen, mussten die besetzten Gebiete im Kaukasus von der Heeresgruppe A aufgegeben werden. Die am 31. Dezember eingeleitete Rückzugsbewegung vollzog sich in drei Etappen, wobei der Kuban-Brückenkopf trotz ständiger Einengung bis zum 9. Oktober 1943 behauptet werden konnte.

## Das Persian Gulf Command

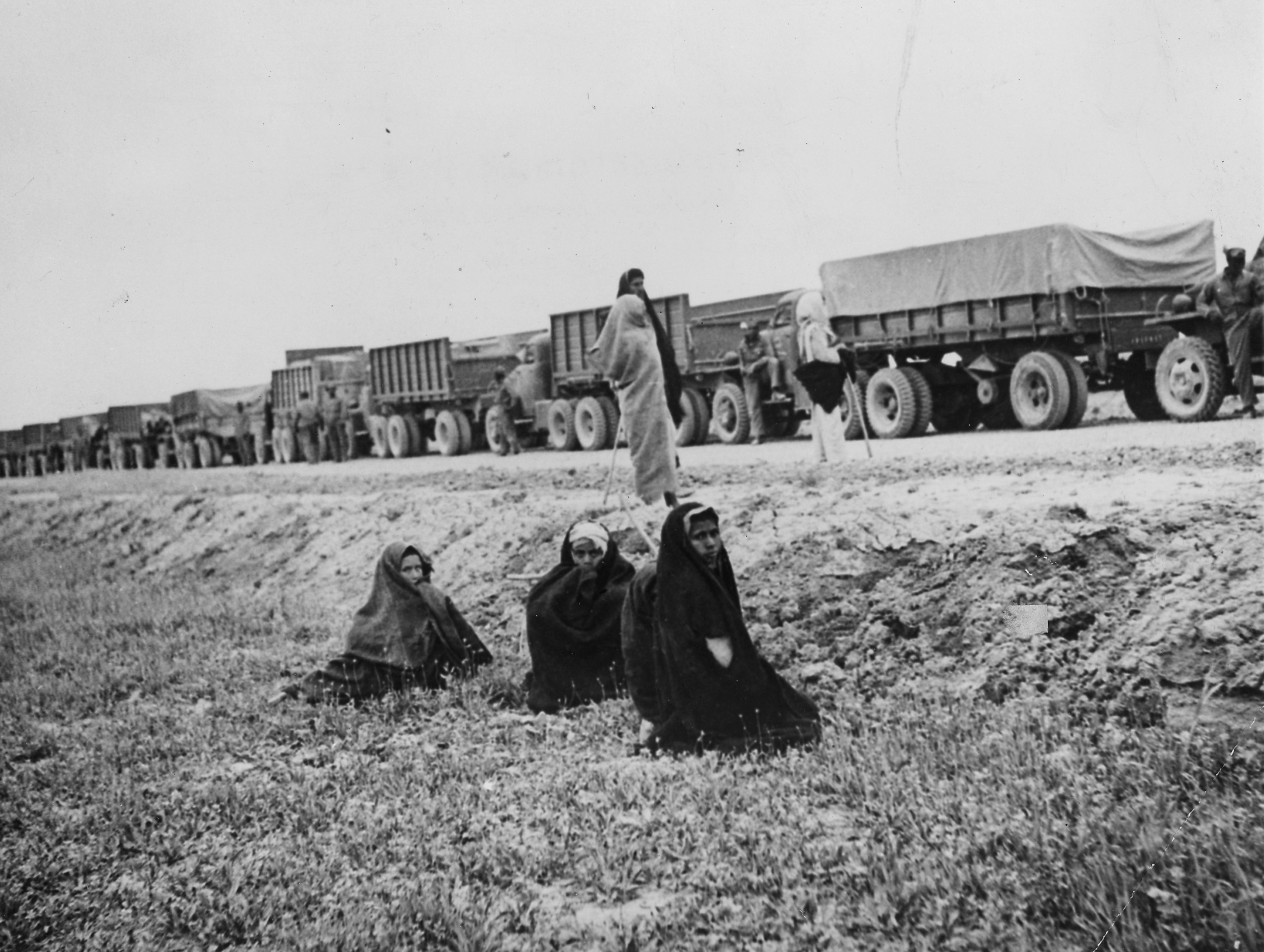
Nachschubkonvoi der Alliierten

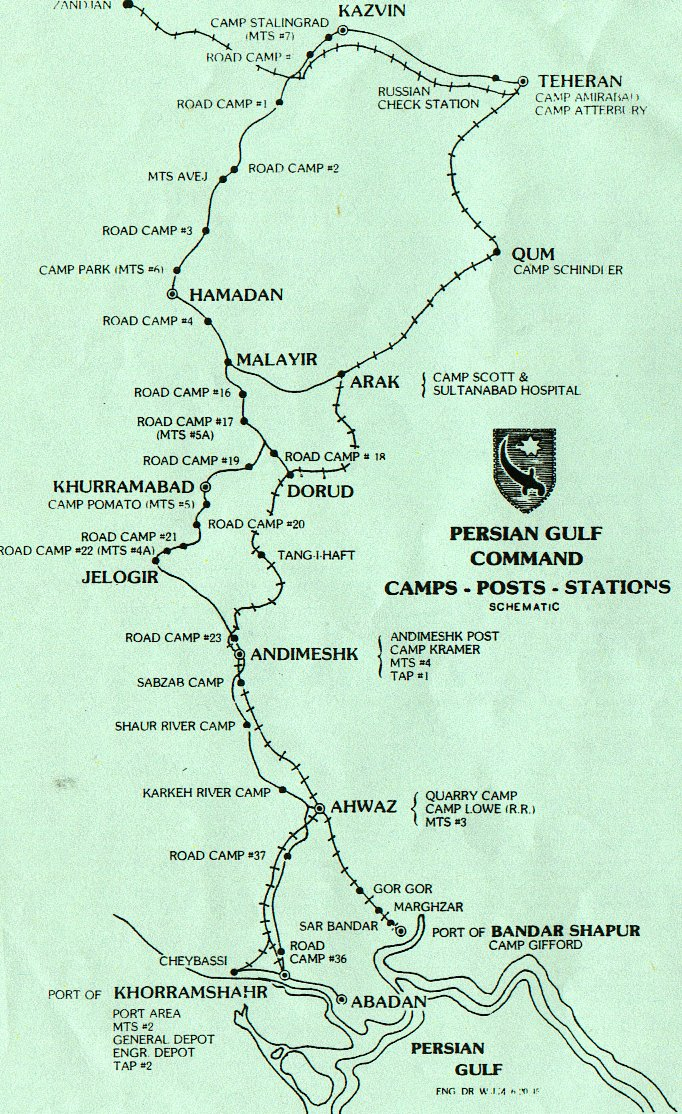
Camps, Posten und Eisenbahnhaltepunkte des Persian Gulf Commands

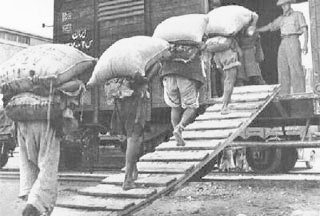
Iraner beim Beladen eines Eisenbahnwaggons

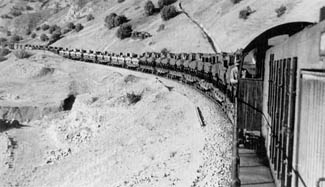
Transportzug mit Nachschub für die Rote Armee

Im August 1942 hatte die Schlacht um Stalingrad begonnen. Im Oktober 1942 übernahmen die amerikanischen Truppen die Hauptverantwortung in Iran. Roosevelt rief das „Persian Gulf Command (P.G.C.)“ unter der Führung von Generalmajor Donald H. Conolly ins Leben. Es ersetzte die britischen Truppen, die dringend an anderen Kriegsschauplätzen benötigt wurden. Insgesamt waren 30.000 amerikanische Soldaten, Ingenieure und Spezialisten damit beschäftigt, die Waffenlieferungen an die Sowjetunion durch den persischen Korridor zu organisieren.
Für die US-Militärs stellte sich die Lage im Dezember 1942 wie folgt dar: Die deutsche Luftwaffe flog von finnischen und norwegischen Flugplätzen Einsätze gegen die alliierten Geleitzüge nach Murmansk. Ein anderer sichererer Weg, die vielen Millionen Tonnen Material den sowjetischen Streitkräften zuzuführen, war der durch Iran. Dabei ging es nicht nur um Waffen, Flugzeuge, Lebensmittel, Kleidung und Medikamente. Geliefert wurde auch eine komplette Automobilfabrik für Fahrzeuge der Fordwerke.
Die Welt war erstaunt über den plötzlich so erfolgreichen sowjetischen Vormarsch gegen die bis dahin siegreichen deutschen Truppen. Dass die sowjetische Offensive nach Stalingrad mit 143.000 US-amerikanischen Fahrzeugen vorrückte (Lastkraftwagen, Kommandofahrzeuge, Jeeps, Trägerfahrzeuge für Waffensysteme – darunter die berüchtigten Katjuscha (Raketenwerfer) – leichte Transporter, Abschleppwagen, Reparatur-, Ambulanz- und Feuerwehrfahrzeuge), die vom Persian Gulf Command in Iran montiert und in die Sowjetunion geliefert wurden, gerät dabei leicht in Vergessenheit.
Die Transportschiffe landeten in den Häfen Buschehr, Chorramschahr, Bandar-e Schahpur und Basra an. Die Transporte per Bahn wurden vom P.G.C.-Terminal in Teheran, die Transporte per Lastkraftwagen im Lastwagenterminal in Qazvin organisiert. Die Bahnstrecke von Bandar-e Schahpur nach Teheran war eine einspurige Bahn, die zunächst durch eine Wüste und dann durch Gebirge führte. Auf der Bergstrecke lagen mehr als 200 Tunnel. Da die Transiranische Eisenbahn nur wenige aus Deutschland importierte Lokomotiven, gebaut von Krupp, und eine geringe Anzahl Wagen besaß, wurden Diesellokomotiven und Wagen aus den USA herangeschafft, um die Anzahl der Güterzüge zu erhöhen. Die Straßenverbindung war zur Entlastung der Bahn und als Reserve gedacht, sollte die Bahn von der deutschen Luftwaffe bombardiert werden. Keine der eingeplanten Straßen war für Massentransporte ausgelegt. In den Bergen waren zudem mehr als 1.000 Haarnadelkurven zu bewältigen. Entlang der Strecke mussten Autowerkstätten und Ersatzteildepots eingerichtet werden, um liegengebliebene Fahrzeuge möglichst schnell wieder einsatzbereit zu machen.
Im Mai 1943 steigerten sich die amerikanischen Lieferungen auf über 100.000 t monatlich und betrugen damit mehr als das Zehnfache der britischen. Der persische Korridor war vor allem für die Jahre 1943 und 1944 zur Vorbereitung der Operation Bagration, der am 22. Juni 1944 begonnen großen Offensive der Roten Armee an der deutsch-sowjetischen Front, der ausschlaggebende Transportweg. Dabei wurden 241 Schiffsladungen mit insgesamt 1,6 Millionen Tonnen Material im Jahr 1943 und 240 Schiffsladungen mit 1,7 Millionen Tonnen im Jahr 1944 geliefert. Von November 1941 bis Mai 1945 wurden insgesamt 646 Schiffsladungen mit 4,1 Millionen Tonnen für die UdSSR auf der persischen Nachschubroute verfrachtet – fast 25 Prozent des gesamten an die UdSSR gehenden Materials. Das waren 40.000 Flugzeuge, 870.000 Lastkraftwagen und 70.000 Panzer. Durch die Möglichkeit, einen großen Teil der Transporte auf die iranische Route zu verlegen, verringerten sich die durch deutsche Streitkräfte verursachten Verluste von 15 Prozent auf 2 Prozent.

## Die polnische Anders-Armee
Der persische Korridor wurde allerdings nicht nur in Süd-Nord-Richtung, sondern auch in Nord-Süd-Richtung benutzt. Nach dem deutsch/sowjetischen Angriff auf Polen wurden die von den sowjetischen Streitkräften festgesetzten polnischen Soldaten in sowjetischen Arbeitslagern gefangen gehalten. Über zwei Millionen Polen wurden von der Sowjetunion aus ihrer Heimat verjagt und in weit entlegene Republiken in Asien deportiert. Durch den deutschen Angriff auf die Sowjetunion wurden die Polen sowjetische Verbündete. Am 30. Juli 1941 wurde in London vom polnischen Ministerpräsidenten Władysław Sikorski und dem sowjetischen Botschafter in Großbritannien Iwan Maiski das Sikorski-Maiski-Abkommen unterzeichnet. Das Abkommen sah die Aufnahme diplomatischer Beziehungen zwischen beiden Ländern sowie den Aufbau einer polnischen Armee in der Sowjetunion, vor. Gemäß dem Abkommen wurden sie von einem polnischen General angeführt und unterstanden operativ dem sowjetischen Oberkommando. Nach ihrem Befehlshaber, dem 1939 in sowjetische Kriegsgefangenschaft geratenen General Władysław Anders, wurde sie als Anders-Armee bezeichnet. Bis Ende 1941 wurden bei Busuluk in der Oblast Orenburg drei Divisionen aufgestellt, nach der Verlegung nach Taschkent noch eine vierte. Da die Sowjetunion sich nicht in der Lage sah, diese Einheiten ausreichend auszurüsten und zu verpflegen, wurden sie im März 1942 über Iran in den Nahen Osten verlegt, um dort auf Wunsch der Briten die strategisch wichtigen Erdölfelder zu bewachen, wo sie dann dem britischen Nahostkommando unterstellt wurden.
Obwohl in den Waffenstillstandsverhandlungen vereinbart war, dass es sich bei den stationierten Truppen nicht um Besatzungstruppen handelt, verpflegten sich die sowjetischen Truppen durch Beschlagnahme von Lebensmitteln „aus dem Land“. Mit der Verlegung der polnischen Truppen nach Iran verschlechterte sich die bereits angespannte Lebensmittelversorgung der iranischen Bevölkerung weiter. „Aus den Tagebüchern von Władysław Anders erfährt man, in welch einem unglaublich schlechten körperlichen Zustand die polnischen Freiwilligen waren. Fakt ist, dass die Verluste an Menschen, die aufgrund allgemeiner Unterernährung, an Vitaminmangel und ansteckenden Krankheiten starben, weit über 3.000 betrugen.“ Durch Unterernährung für Krankheiten anfällig wurde die iranische Bevölkerung durch die eingeschleppten Krankheiten von Epidemien heimgesucht.
Auch die in die Sowjetunion geflohenen polnischen Juden nutzten die Anders-Armee und deren Verlegung nach Iran, um Familienmitglieder und hier vor allem Kinder nach Iran zu bringen. Am Ende dieser Operation konnten 41.000 Soldaten und 74.000 Zivilisten die Sowjetunion verlassen. Unter britischem Kommando stehend wurde die Anders-Armee über den Irak nach Palästina verlegt. Dort desertierten viele der jüdischen Polen und formierten sich zu kleineren Einheiten, die die Grundlage der heutigen Israel Defense Forces (IDF) bildeten. Die verbliebenen Reste der Anders-Armee bildeten den Grundstock für die Aufstellung des 2. Polnischen Korps, das ab 1944 im Italienfeldzug eingesetzt wurde.

## Die Konferenz von Teheran
Roosevelt sah den persischen Korridor nicht nur als Nachschubweg zur alliierten Sowjetunion. Für ihn bot sich die einmalige Möglichkeit, in Iran dauerhaft Fuß zu fassen. Er entsandte unverzüglich den Wirtschaftsexperten Arthur Millspaugh. Millspaugh war in Iran kein Unbekannter. Er hatte 20 Jahre zuvor unter Reza Schah ein modernes Steuer- und Finanzwesen aufgebaut. Millspaugh wurde von Mohammad Reza Schah zum Generalbevollmächtigten für die Staatsfinanzen ernannt, am 4. Mai 1943 vom Parlament bestätigt und beauftragt, 60 weitere Wirtschaftsexperten ins Land zu holen. Bald fanden sich in allen Schlüsselpositionen der Ministerien Amerikaner.
Die Alliierten waren inzwischen in Italien gelandet und konnten am 8. September 1943 mit der italienischen Regierung ein Waffenstillstandsabkommen schließen. Am 9. September 1943 gab Iran seine Neutralität auf und erklärte Deutschland den Krieg. Roosevelt, Churchill und Stalin wollten in direkten Gesprächen eine gemeinsame Strategie für den entscheidenden Angriff auf Deutschland entwickeln. Teheran wurde dabei mit Rücksicht auf Stalin als Verhandlungsort ausgewählt. In der vom 28. November bis 1. Dezember 1943 stattfindenden Teheran-Konferenz wurden die verschiedenen Invasionspläne und Vorschläge für die Aufteilung Deutschlands nach dem Krieg besprochen.
Am Abend des 29. Novembers 1943 überbrachte Churchill Stalin ein Geschenk von König Georg VI. Es handelte sich um ein in Sheffield eigens für den Sieger der Schlacht von Stalingrad angefertigtes Zeremonialschwert, das Schwert von Stalingrad. König Georg VI. hatte es den Bürgern von Stalingrad und allen Bürgern der Sowjetunion gewidmet. Stalin nahm das in der Scheide befindliche Schwert in seine Hände, küsste es und reichte es an den neben ihm stehenden Marschall Kliment Jefremowitsch Woroschilow weiter. Dem Marschall entglitt das Schwert allerdings, so dass es auf den Boden fiel.
Mohammad Reza Schah, der zu der Konferenz nicht geladen war, traf sich in Einzelgesprächen mit Roosevelt, Churchill und Stalin. Das Ergebnis dieser Gespräche war die am 1. Dezember 1943 von Roosevelt, Churchill und Stalin unterzeichnete Dreimächteerklärung, die Iran territoriale Integrität und wirtschaftliche Unterstützung als Ausgleich für die Kriegslasten zusicherte.

## Der Kampf um den Korridor – Die Iran-Krise
Mit der Kapitulation Japans am 2. September 1945 war der Zweite Weltkrieg beendet. In Übereinstimmung mit dem Dreimächteabkommen, in dem festgelegt war, dass die alliierten und sowjetischen Truppen sechs Monate nach Ende der Feindseligkeiten abziehen sollten, begannen die Alliierten am 2. März 1946 mit dem Truppenabzug. Die Sowjetunion hatte zwar erklärt, dass sie aus Chorasan, Schahrud und Semnan, nicht aber aus Aserbaidschan abziehen würde. Statt abzuziehen, marschierten ihre Truppen in Richtung Teheran, Türkei und Irak. Aus dem Süden der Sowjetunion waren inzwischen zur Verstärkung Hunderte von Panzern nach Iran gebracht worden. Premierminister Qavām, der in Moskau mit Stalin über den sowjetischen Truppenabzug verhandelte, wurde erklärt, dass sowjetische Truppen für unbestimmte Zeit in Iran stationiert bleiben sollten, die iranische Regierung die im November 1945 ausgerufene Autonome Republik Aserbaidschan anerkennen solle und eine gemeinsame iranisch-russische Ölgesellschaft gegründet werden solle, an der Russland mit 51 % zu beteiligen sei.
Der iranische Botschafter bei den am 24. Oktober 1945 gegründeten Vereinten Nationen (Iran war Gründungsmitglied) wandte sich am 20. März 1946 an den Sicherheitsrat. Die sowjetischen Forderungen waren ein eindeutiger Bruch internationalen Rechts und eine Verletzung der Dreimächteerklärung. US-Präsident Harry S. Truman wandte sich direkt an Stalin und forderte ultimativ den Rückzug aller sowjetischen Truppen aus Iran („Either you get out or I go in“). Die Irankrise war auf ihrem Höhepunkt. Am 24. März 1946 erreichten Iran und die Sowjetunion eine Vereinbarung über den Abzug der sowjetischen Truppen innerhalb von sechs Wochen. Die Frage der Anerkennung der Aserbaidschanischen Volksregierung sollte in direkten Verhandlungen geklärt werden. Die Gründung einer iranisch-sowjetischen Ölgesellschaft, die Premierminister Qavām zugesagt hatte, sollte durch das iranische Parlament bestätigt werden.
Im November 1946, nach dem Abzug der sowjetischen Truppen, beschlossen der Schah, Premierminister Qavām, General Razmara und Verteidigungsminister Ahmadi, Aserbaidschan anzugreifen und der Aserbaidschanischen Volksregierung ein Ende zu bereiten. Am 6. Dezember marschierten iranische Truppen auf Tabris. Am 12. Dezember floh die Volksregierung mit mehreren hundert Unterstützern über die Grenze in die Sowjetunion.
Nachdem Aserbaidschan erfolgreich zurückgewonnen war, verweigerte das iranische Parlament seine Zustimmung zu dem von Premierminister Qavām mit der sowjetischen Regierung ausgehandelten Vertrag über die Gründung einer iranisch-sowjetischen Ölgesellschaft. Iran hatte mit Unterstützung der USA alle militärischen und politischen Ziele erreicht. Der „Persische Korridor“ war nach Abzug der alliierten und sowjetischen Truppen somit wieder in iranischer Hand.
In den Beziehungen zwischen den USA und der Sowjetunion markiert die Irankrise den Beginn des Kalten Krieges.

## Der persische Korridor heute
Auch heute hat der persische Korridor nichts von seiner strategischen Bedeutung verloren. Iran, Russland und Indien schlossen am 12. September 2000 in St. Petersburg ein Abkommen zur Förderung des „International North South Corridors“ (INSTC). Diesem Abkommen sind inzwischen Aserbaidschan, Armenien, Kasachstan, Kirgisien, Tadschikistan, die Türkei, Ukraine, Belarus, Oman, und Syrien beigetreten. Die wachsende Bedeutung des persischen Korridors für die eurasische Region kommt in dem im am 23. März 2016 geschlossenen Aschgabat-Abkommen zum Ausdruck.

## Bildergalerie
Auswahl von Bildern des Malers Richard H. Jansen über den Einsatz des Persian Gulf Command:

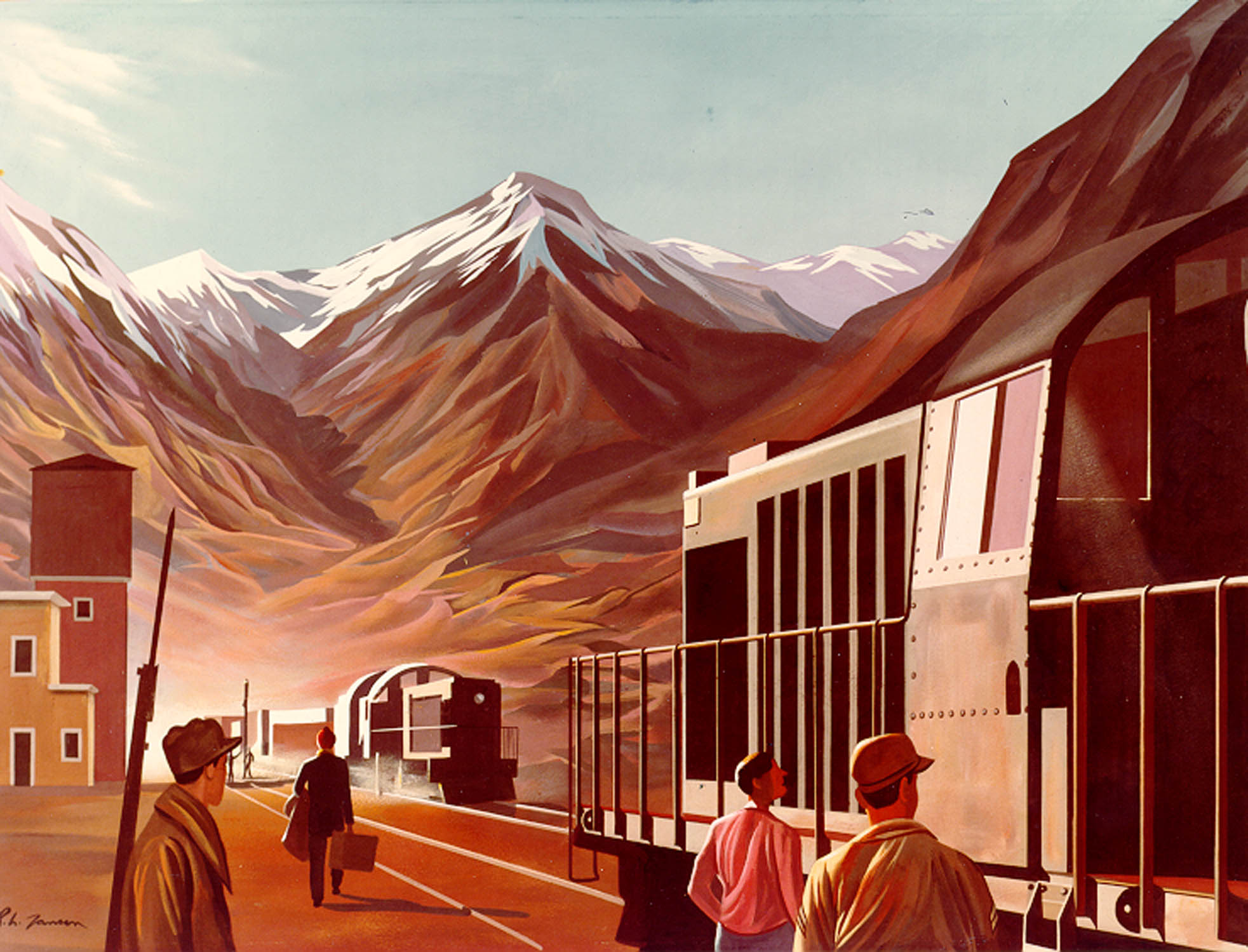
Trans-Iranische Eisenbahn
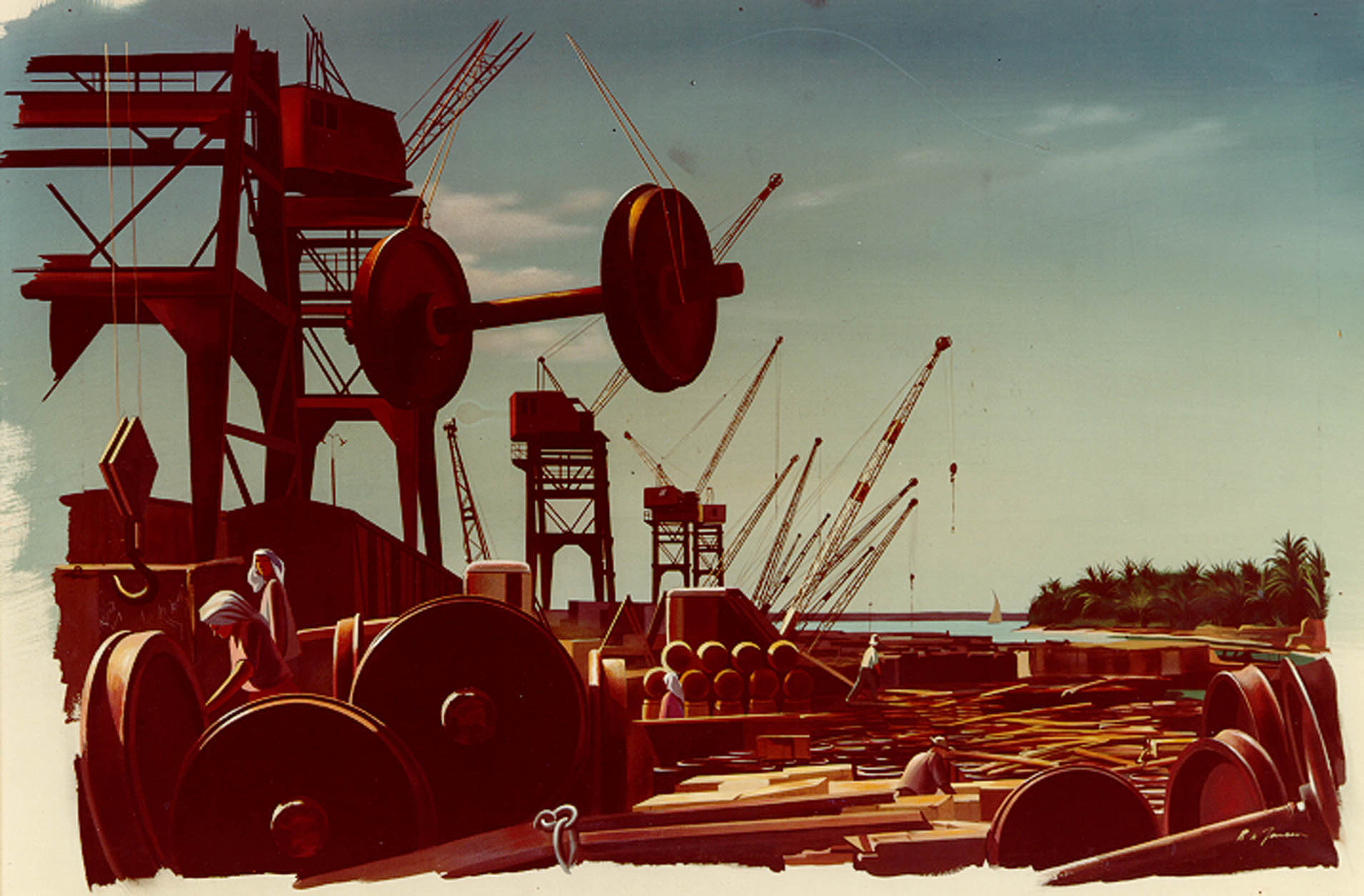
Entladen von Eisenbahn-ersatzteilen
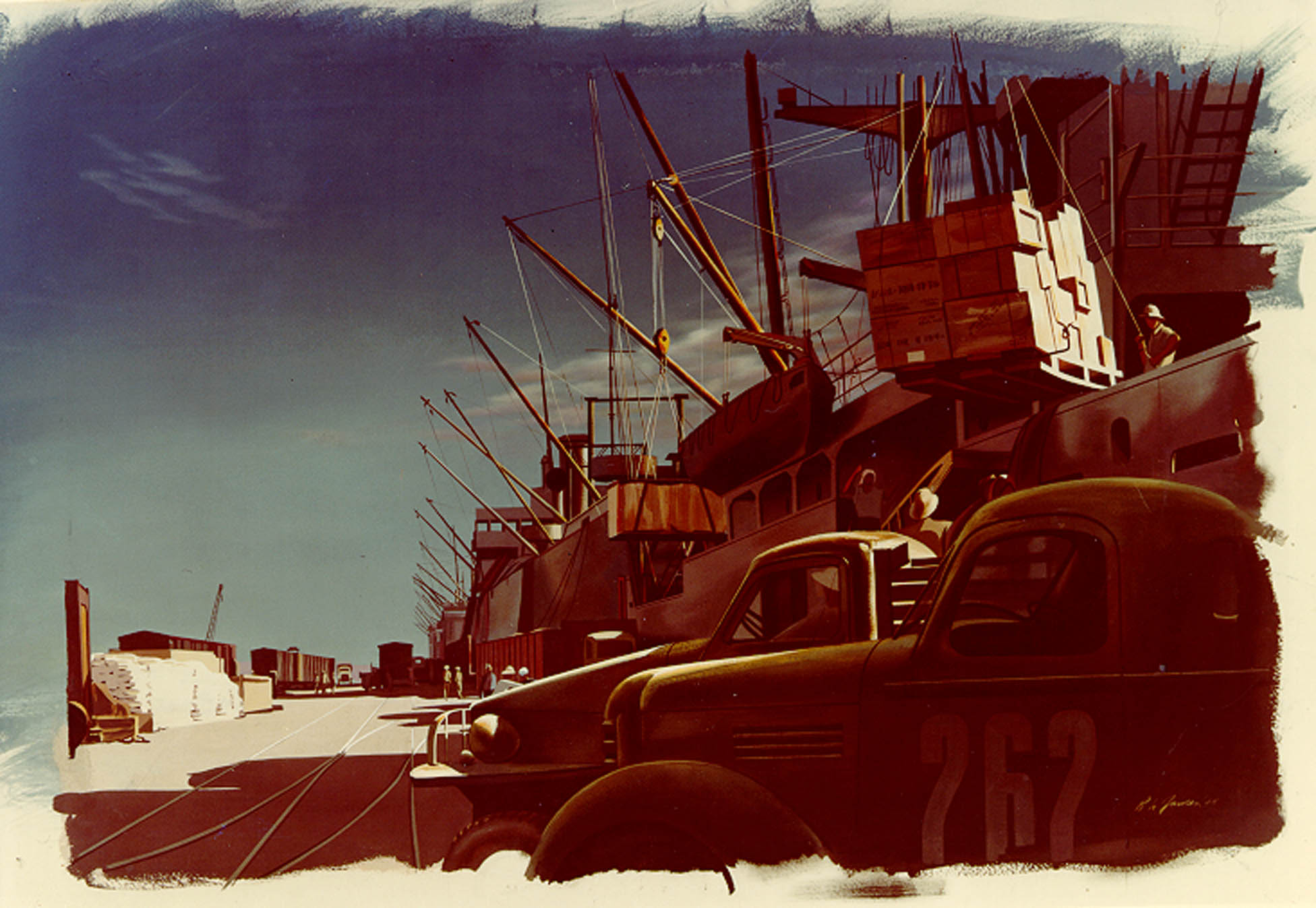
Entladen der „Freiheitsschiffe“
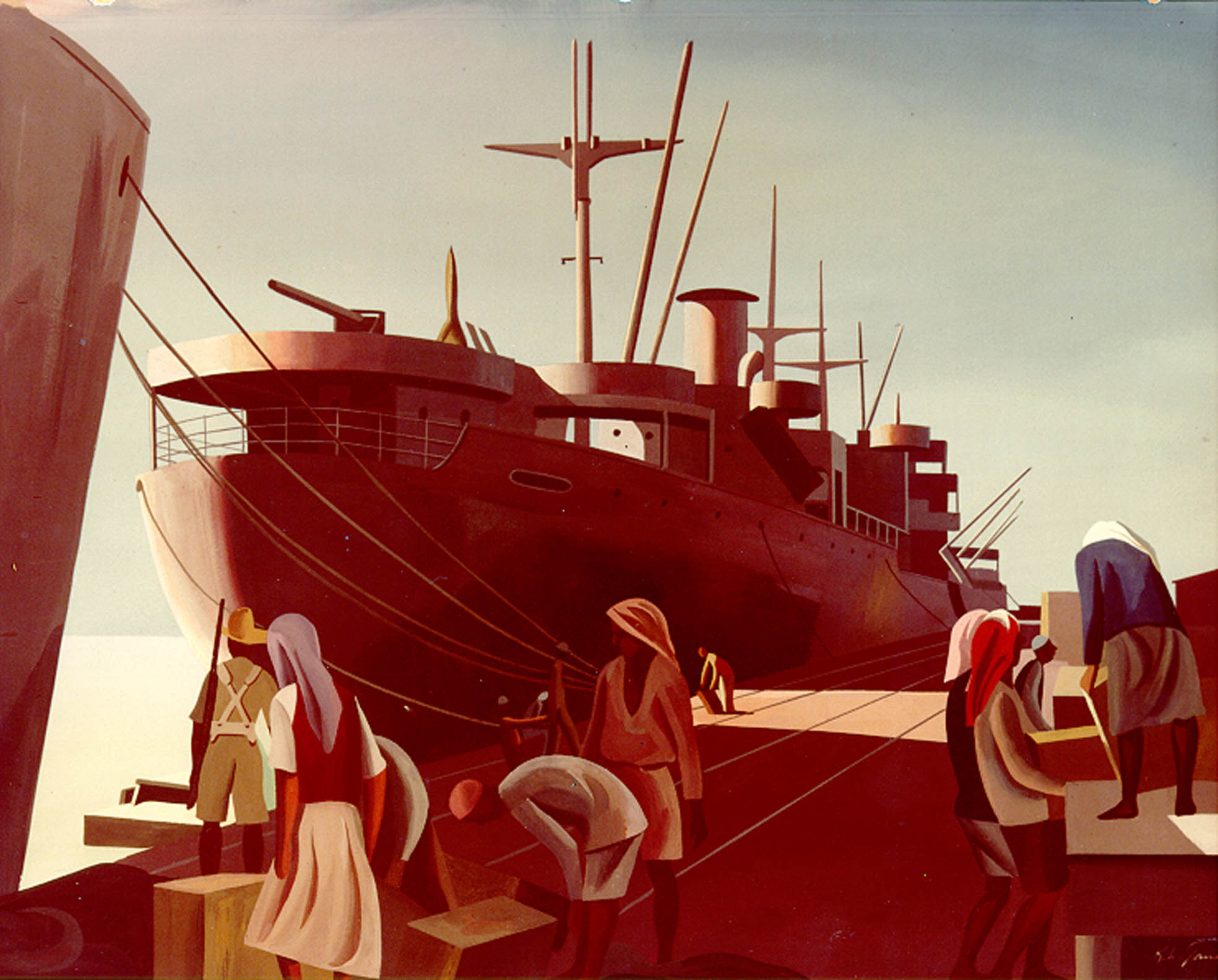
Einheimische entladen ein Schiff